# Giovanni Pettinato
Giovanni Pettinato (né le 24 septembre 1934 à Troina et mort le 19 mai 2011 à Rome) est un universitaire et un assyriologue italien.

## Biographie
Après des études de théologie à Naples terminées en 1953, Giovanni Pettinato est diplômé de l'université de Heidelberg. Ensuite il est libero docente (doctorant) à l'Università degli Studi de Rome. Il devient professeur ordinaire d'assyriologie à la Sapienza en 1974.
Il était membre de nombreuses sociétés savantes et académicien de l'Académie des Lyncéens. Ses ouvrages sont presque tous consacrés à la civilisation sumerienne et assyro-babylonienne. Il publie des traductions de textes cunéiformes conservés dans des musées de Londres, Istanbul ou Bagdad. Il a enseigné l'assyriologie à l'université Kore d'Enna.
Le professeur Pettinato était un spécialiste éminent de l'écriture éblaïte et s'est consacré à la traduction des textes découverts à Ebla par Paolo Matthiae en 1974-1975.

## Quelques publications
- Untersuchungen zur Neusumerischen Landwirtschaft I: Die Felder (1. und 2. Teil); Naples (1967)
- L'atlante geografico del Vicino Oriente attestato ad Ebla e ad Abū Salābikh, in: Orientalia, 47, p. 50–73 (1978)
- Studi per il vocabolario sumerico I, p. 1–3 (1985)
- La grande avventura dell'archeologia (1992)
- I sumeri (1992)
- La grande avventura dell'archeologia (1996)
- La città sepolta. I misteri di Ebla (1999)
- La scrittura celeste. La nascita dell'astrologia in Mesopotamia (1999)
- Angeli e demoni a Babilonia. Magia e mito nelle antiche civiltà mesopotamiche (2001)
- La scrittura delle stelle. Astrologia e presagi (2002)
- Cuneiform texts of the Iraq Museum. A preliminary catalogue. The historical inscriptions of Old Babylonian Period: Isin-Larsa Dynasties (2004)
- La Saga di Gilgameš